# Seven Lives Many Faces
Seven Lives Many Faces — сьомий альбом Enigma, реліз якого відбувся 19 вересня 2008 року, одночасно в усьому світі. Новий альбом відкриває нову, третю «главу» Enigma.